# Kuligowo
Kuligowo (Duits Kulkau) is een dorp in de gemeente Międzyrzecz in het woiwodschap Lubusz, in het westen van Polen. Het ligt circa 5 km ten noordoosten van de stad Międzyrzecz. Het dorp telde 159 inwoners in 2011.

## Sport en recreatie
Door deze plaats loopt de Europese wandelroute E11. De E11 loopt van Den Haag naar het oosten, op dit moment de grens Polen/Litouwen. De route komt vanaf Żółwin en vervolgt richting Stołuń.

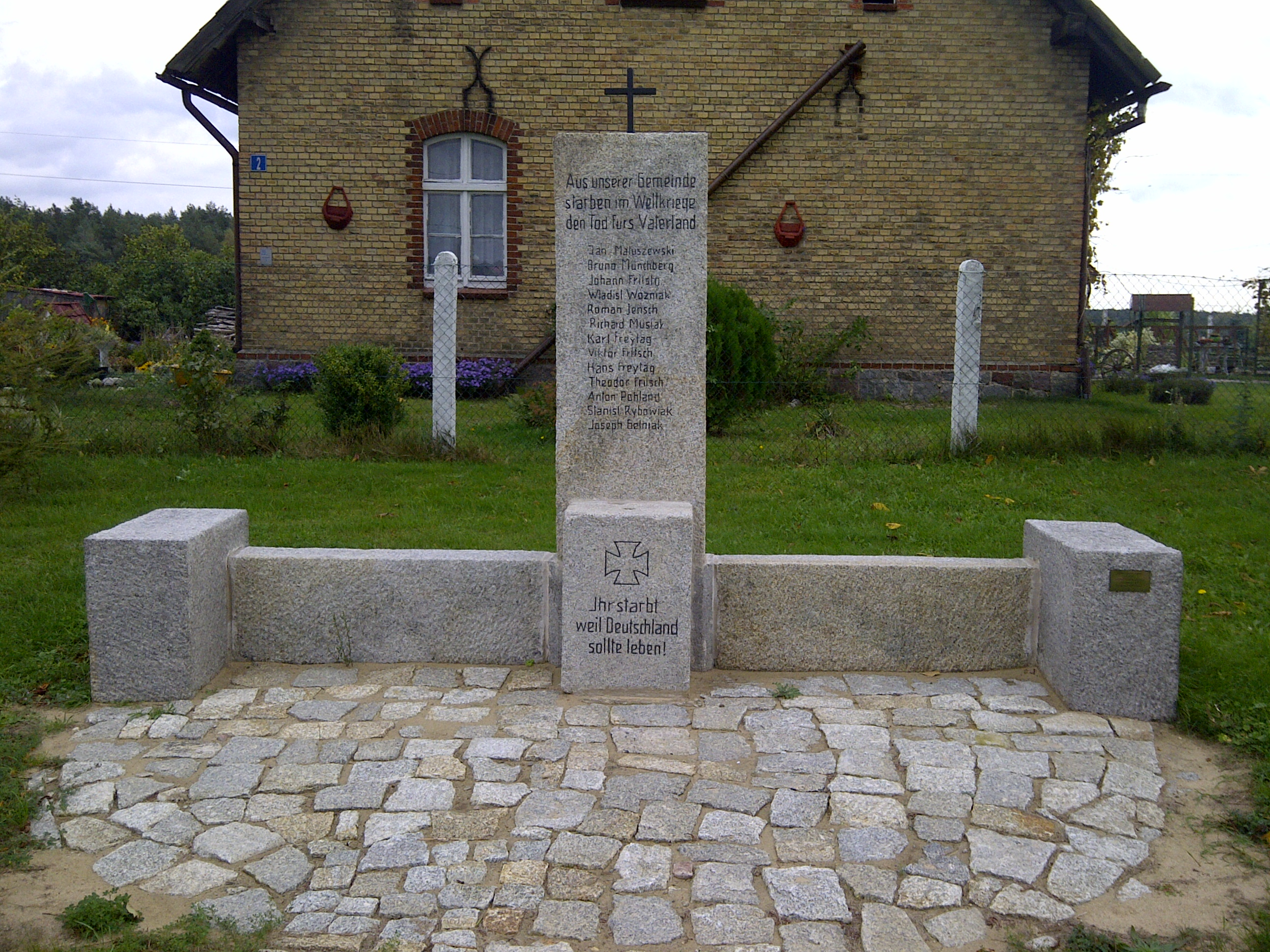
Monument in Kuligowo dat herinnert aan de Duitse gevallenen in de Eerste Wereldoorlog